# Schistura sijuensis
Schistura sijuensis är en fiskart som först beskrevs av Menon, 1987.  Schistura sijuensis ingår i släktet Schistura och familjen grönlingsfiskar. IUCN kategoriserar arten globalt som starkt hotad. Inga underarter finns listade i Catalogue of Life.